# Рюкюско-Бонинская операция
Рюкю́ско-Бони́нская опера́ция — серия боёв между войсками союзников и Японии за Бонин, Волькано и Рюкю на тихоокеанском ТВД в ходе Второй мировой войны.
Серия боёв на земле и на море происходила с января по июнь 1945 года, в последний период военных действий на Тихом океане. Целью операции американских и союзных войск было создать плацдарм для вторжения на главные острова Японии, обеспечить лучшие условия для их морской блокады и базы для дальнейших бомбардировок. Однако капитуляция Японии после сброса ядерных бомб на Хиросиму и Нагасаки и разгрома советскими войсками Квантунской армии в Маньчжурии сделали вторжение ненужным.